# Acanceh (Mexic)

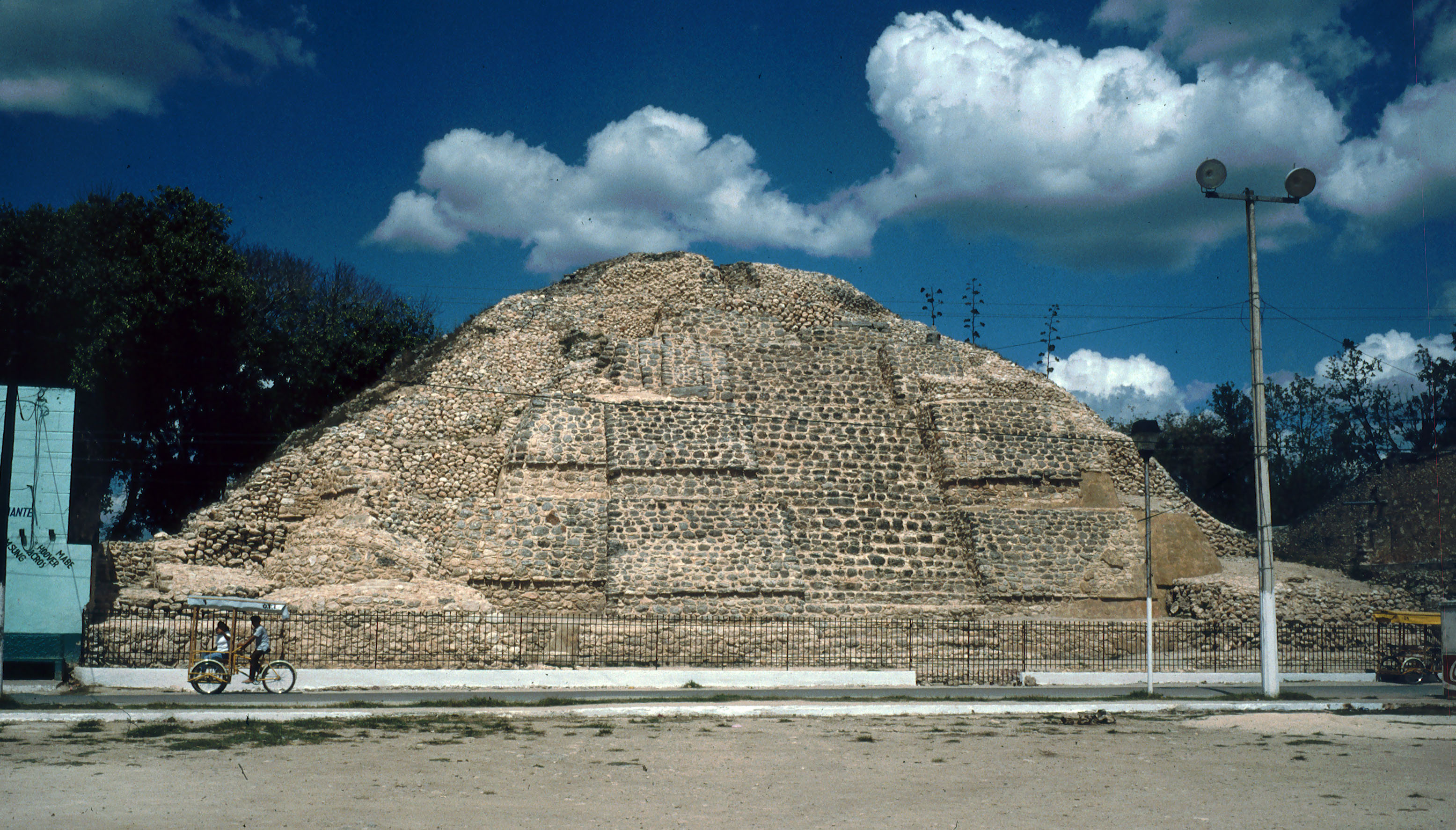
Piramida de la Acanceh, vedere din partea sudică

Acanceh este municipiu  din Yucatán, Mexic.
Acanceh este un vechi site maiaș arheologic. Orașul modern Acanceh, care se află lângă vechile ruinele, se găsește la 21 de kilometri de Mérida, capitala statului Yucatán. Acanceh înseamnă moartea cerbului în limba Yucatec.

## Legături externe
- Situl arheologic Acanceh - site oficial

1. ↑   http://siglo.inafed.gob.mx/enciclopedia/EMM31yucatan/municipios/31002a.html Lipsește sau este vid: |title= (ajutor)
2. 1 2   http://snim.rami.gob.mx/ Lipsește sau este vid: |title= (ajutor)
3. ↑   http://www.inegi.org.mx/sistemas/consulta_resultados/iter2010.aspx?c=27329&s=est Lipsește sau este vid: |title= (ajutor)
4. ↑   http://tucodigo.mx/index.php?estado=31&mpio=2&b_query=mpio Lipsește sau este vid: |title= (ajutor)